# Tibor Linka
Tibor Linka (ur. 13 lutego 1995 w Šamorínie) – słowacki kajakarz. Srebrny medalista olimpijski z Rio de Janeiro.
Zawody w 2016 były jego pierwszymi igrzyskami olimpijskimi. Srebro zdobył w kajakowej czwórce na dystansie 1000 metrów. Osadę tworzyli również Denis Myšák, Erik Vlček i Juraj Tarr. W 2015 wywalczył w tej konkurencji złoto mistrzostw świata. Na mistrzostwach Europy w kajakarstwie zdobył pięć medali: jeden złoty, trzy srebrne i jeden brązowy.